# Brandmark
Brandmark – graficzny element reklamowy podobny do wyskakującego okna, emitowany nad treścią oglądanej strony, w dowolnym jej miejscu.
Może posiadać przyciski do maksymalizacji i minimalizacji oraz musi posiadać nieklikalną graficzną belkę ze znakiem x (min. 14×14 px), zamykającym reklamę. Można przesuwać go w obrębie okna przeglądarki, w którym wyświetlana jest strona. Potrafi również przybierać dowolne kształty w ramach założonej powierzchni.

Maksymalny rozmiar to 336×280 pikseli i 25 kB, w pliku o formatach: jpeg, gif, gif animowany, flash do wersji 7 włącznie, html.
Zabronione jest tworzenie reklam pobierających w trakcie emisji dodatkowe elementy lub odwołujących się do zewnętrznych plików (np. streaming w kreacjach .swf).
Dzięki ciekawej zasadzie działania, oraz atrakcyjnemu wyglądowi, jest często stosowany w internetowych kampaniach reklamowych. Należy do agresywnego sposobu reklamy na stronach WWW, gdyż utrudnia lub nawet uniemożliwia ich oglądanie.